# Louis Bullock
Louis Herbert Bullock Jr. (auch Sweet Lou; * 20. Mai 1976 in Washington) ist ein ehemaliger US-amerikanischer Basketballspieler. Bullock spielt seit 2002 in der spanischen Liga ACB und gewann mit Real Madrid zweimal die spanische Meisterschaft sowie 2007 den europäischen Vereinswettbewerb ULEB Cup. Zum Saisonende 2011/12 gab er ein Comeback bei Asefa Estudiantes aus Madrid und beendete anschließend seine Laufbahn.

## Karriere
Louis Bullock begann seine Laufbahn an der University of Michigan. Dort brachte er es in vier Saisons in der Big Ten Conference der NCAA zu zahlreichen Rekorden, seine 339 Dreipunktetreffer und seine Freiwurfquote von 86,9 % wurden bis heute nicht eingestellt. Beim NBA Draft 1999 wurde er schließlich von den Minnesota Timberwolves (Nr. 42) verpflichtet. Obwohl er einen guten Namen in den Vereinigten Staaten hatte, entschloss er sich zu einem Wechsel nach Europa.
In der Lega Basket Serie A spielte er zunächst zwei Saisons für Muller Verona (1999–01) und danach eine weitere für Adecco Milano, bei denen er durchschnittlich 24,9 Punkte und 2,7 Assists pro Spiel erreichte.
2001 wechselte er in die spanische ACB zu CB Málaga, zwei Jahre später zu Real Madrid. Mit Letzteren gewann er 2004/05 die spanische Meisterschaft und wurde zudem zum MVP der Finalserie gewählt. In der Saison 2006/2007 gewann er erneut den Titel in der Liga ACB und den ULEB Cup. Aufgrund fehlender Erfolge in der Saison 2009/2010 wurde sein Vertrag im Sommer 2010 von Seiten des Vereins nicht verlängert. Damit endete sein Aufenthalt bei Real Madrid nach sechs Jahren. Im Anschluss unterschrieb er einen bis 2011 laufenden Vertrag bei Cajasol. Im April 2012 sollte er dem seit 1956 erstklassigen und vom Abstieg bedrohten Traditionsverein CB Estudiantes, madrilenischer Lokalrivale von Real, beim Klassenerhalt helfen. Nach Verletzungsproblemen kam der Vertrag zunächst nicht zustande; nachdem Bullock genesen war, entschloss sich der Verein drei Spieltage vor Saisonende doch noch zu einer Verpflichtung. Es reichte jedoch nicht mehr zum sportlichen Klassenerhalt, den Estudiantes erst durch den Rückzug anderer Mannschaften erreichte, und Bullock beendete anschließend seine aktive Karriere.

## Erfolge
- 2 Spanische Meisterschaften 2004/05 und 2006/07 mit Real Madrid
- 1 ULEB Cup 2007 mit Real Madrid

### Individuelle Erfolge
- All Euroleague First Team 2000/01
- Topscorer Lega Basket Serie A 2001/02
- Bester Dreipunktewerfer ACB 2003/04
- MVP der Meisterschafts-Finalserie 2004/05